# Британска Девичанска Острва на Светском првенству у атлетици у дворани 2012.
Британска Девичанска Острва су учествовала на Светском првенству у атлетици у дворани 2012. одржаном у Истанбулу од 9. до 11. марта. У свом трећем учешћу на светским првенствима у дворани, репрезентацију Британских Девичанских Острва представљала је једна атлетичарка, која се такмичила у трци на 60 метара.

## Учесници
Жене:
- Карин Кинг — 60 м

## Резултати

### Жене
| Атлетичарка | Дисциплина | Лични рекорд | Квалификација | Квалификација | Полуфинале            | Полуфинале            | Финале                | Финале       | Детаљи |
| Атлетичарка | Дисциплина | Лични рекорд | Резултат      | Место         | Резултат              | Место                 | Резултат              | Место        | Детаљи |
| ----------- | ---------- | ------------ | ------------- | ------------- | --------------------- | --------------------- | --------------------- | ------------ | ------ |
| Карин Кинг  | 60 м       | 7,49         | 7,76          | 5. у гр. 8    | Није се квалификовала | Није се квалификовала | Није се квалификовала | 38 / 62 (63) |        |